# Iris tingitana
Iris tingitana är en irisväxtart som beskrevs av Pierre Edmond Boissier och Georges François Reuter. Iris tingitana ingår i släktet irisar, och familjen irisväxter. Inga underarter finns listade i Catalogue of Life.